# Диантимонид палладия
Диантимонид палладия — бинарное неорганическое соединение
палладия и сурьмы
с формулой PdSb2,
кристаллы.

## Получение
- Нагревание чистых веществ в вакууме:

{\displaystyle {\mathsf {Pd+2Sb\ {\xrightarrow {678^{o}C}}\ PdSb_{2}}}}

## Физические свойства
Диантимонид палладия образует кристаллы
кубической сингонии,
пространственная группа P a3,
параметры ячейки a = 0,64524 нм, Z = 4.